# رومانجوردو
بلدية رومانجوردو (بالإسبانية: Romangordo)‏، هي بلدية تقع في مقاطعة قصرش والتي تقع في منطقة إكستريمادورا، غرب إسبانيا.
يبلغ عدد سكانها 190 نسمة وفقاً لإحصائية سنة (2002).